# 南関嶺駅
南関嶺駅（なんかんれい-えき）は、中華人民共和国遼寧省大連市甘井子区に位置する駅。1903年開業、瀋陽鉄路局大連鉄道分局の管轄する1等駅。瀋大線の駅。当駅に停車する旅客列車は、金荘線に乗り入れる普通列車のみで一日上下各1本だったが、2014年12月9日、旅客列車が停車しない駅となった。甘井子地区への貨物線甘南支線も分岐しており、旅順支線への短絡線も分岐している。
ハルビン・大連間高速鉄道の大連北駅は、当駅から約2.8km瀋陽寄りにある。今後、大連北駅には大連地下鉄2号線が乗り入れ、大連の交通の新たな結節点を形成することになる。なお、当駅近辺には大連地下鉄2号線の華北路駅が設置される予定である。

## 利用可能な鉄道路線
- 中華人民共和国鉄道部（中国国鉄）
  - 瀋大線
  - 甘南支線

## 歴史
- 1903年 開業。

## 隣の駅
中国国鉄
瀋大線
金州駅 - 南関嶺駅 - 周水子駅
甘南支線
南関嶺駅 - 甘井子駅